# Segunda Manzana de San Nicolás
Segunda Manzana de San Nicolás är en ort i Mexiko, tillhörande kommunen Acambay de Ruíz Castañeda i den västra delen av delstaten Mexiko, i den centrala delen av landet. Orten hade 487 invånare vid folkräkningen 2010.